# Estrella Roja de Belgrado (balonmano)

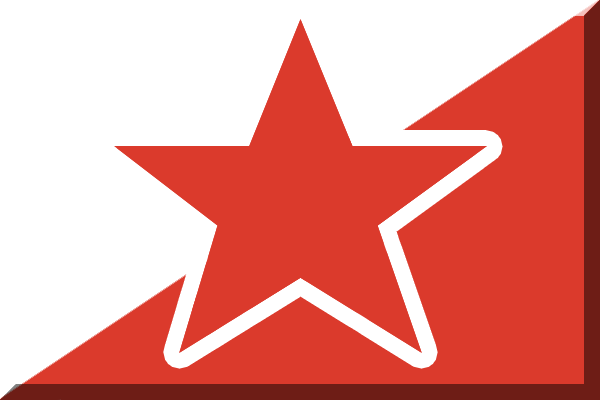
Bandera del club PK Estrella Roja de Belgrado

El RK Estrella Roja de Belgrado (serbio:Rukometni Klub Crvena Zvezda; cirílico:Рукометни клуб Црвена звезда) es un club de balonmano procedente de Belgrado, Serbia. Compite en la Liga Serbia donde en la temporada 2010-2011 finalizó en segunda posición. Fue fundado en 1948 como parte de la Sociedad Deportiva Estrella Roja.

## Palmarés
- Liga de Serbia/Yugoslavia:
  - Campeón (9): 1954-55, 1955-56, 1995–96, 1996–97, 1997–98, 2003–04, 2005-06, 2006–07, 2007–08

- Copa de Serbia/Yugoslavia:
  - Campeón (4): 1955–56, 1994–95, 1995–96, 2003–04

- Recopa de Europa:
  - Semifinalista (1): 1995–96

## Jugadores destacados
| SFR Yugoslavia (1945–1992) FR Yugoslavia, Serbia y Montenegro (1992–2006) Serbia (2006–presente) - Andrija Banjanin - Igor Butulija - Jovica Cvetković - Bogdan Cvijetić - Sveta Ćeramilac - Bratislav Obucina - Petrit Fejzula - Milovan Jakšić - Milan Kalina - Velibor Kosovac - Aleksandar Knežević - Mladen Laković - Dragan Vukmirica - Steva Lukic - Dragomir Saponja - Dejan Djordjevic - Zoran Milicic - Veselin Blagojevic - Marko Nenadic - Dragan Rudic | - Milan Lazarević - Rajko Lau - Blažo Lisičić - Dejan Mandić - Mihajlo Marković - Žikica Milosavljević - Petar Nenadić - Velibor Nenadić - Ratko Nikolić - Ivan Nikcevic - Dejan Perić - Nenad Peruničić - Vladimir Jeremic - Nebojsa Rudic - Vladica Markovic - Jovan Rajšić - Zvonimir Rot | - Milorad Ladjarevic - Miodrag Todorovic - Nikola Pavlovic - Boris Stajkovac - Mile Mrdjenovacki - Vladimir Petrić - Branislav Pokrajac - Ljubomir Pokrajac - Milan Prvulović - Tomislav Raguš - Goran Stojanović - Dragan Škrbić - Branko Štrbac - Đorđe Vučinić - Nikola Vučinić |